# 巴齊爾鎮區 (內布拉斯加州安蒂洛普縣)
巴齊爾鎮區（英語：Bazile Township）是位於美國內布拉斯加州安蒂洛普縣的一個行政鎮區。

## 地方資料
巴齊爾鎮區的面積為93.21平方千米，當中陸地面積為93.13平方千米，而水域面積為0.08平方千米。根據2020年美國人口普查的數據，當地共有人口174人，而人口密度為每平方千米1.87人。